# Batalla del Gabon
La batalla del Gabon, també coneguda com a batalla de Libreville, va ser una batalla que va tenir lloc al Gabon al novembre de 1940 i que és una part de la campanya de l'Àfrica Occidental de la Segona Guerra Mundial. La batalla es va concloure amb la presa de Libreville (Gabon) per part de les Forces Franceses Lliures a les ordres del general Charles de Gaulle i l'alliberament de l'Àfrica Equatorial Francesa de les forces del règim de Vichy, a la pràctica un aliat del Tercer Reich.

## Context
El 8 d'octubre, el general Charles de Gaulle arribà a Duala, abans d'autoritzar, el 12 d'octubre, l'estudi dels plans per llançar la invasió del Gabon. Volia usar l'Àfrica Equatorial Francesa com a base de rereguarda des d'on llançar atacs contra la colònia italiana de Líbia, però que a més podria servir igualment per vigilar la situació al Txad, al nord.
El 27 d'octubre, les Forces Franceses Lliures van travessar el Gabon i van prendre la ciutat de Mitzic. El 5 de novembre, la guarnició vichysista de Lambaréné va capitular, mentre que el gruix de les Forces Franceses Lliures, sota les ordres del general Kœnig i del llavors encara coronel Philippe Leclerc, abandonaven Douala, al Camerun francès, per a prendre Libreville.

## Desenvolupament de la batalla
El 8 de novembre, el HMS Milford va enfonsar el submarí Poncelet de la Marina de Vichy. Els homes de Kœnig, inclosos els soldats de la Legió Estrangera (especialment la 13a Mitja Brigada), amb alguns tiradors senegalesos i camerunesos van desembarcar a Pointe La Mondah.
El 9 de novembre, avions Lysander provinents de Duala van bombardejar l'aeròdrom de Libreville. Kœnig va trobar-se una resistència important a la rodalia de la ciutat, però arribà a conquerir l'aeròdrom. Les forces navals de les FFL van atacar i enfonsar el creuer Bougainville.
El 12 de novembre, la resta de les forces de Vichy van capitular a Port-Gentil. El governador Masson, desesperat, es va suïcidar.

## Desenvolupament posterior
El 15 de novembre, la crida personal del general de Gaulle no va reeixir a convèncer els homes de Vichy, els quals, amb el general Tetu al front, van ser internats com a presoners de guerra a Brazzaville, al Congo durant la resta de la guerra.